# ノーススミスフィールド (ロードアイランド州)
ノーススミスフィールド（英: North Smithfield）は、アメリカ合衆国ロードアイランド州のプロビデンス郡にある町。人口は1万2588人（2020年）。1666年に農業社会として入植され、1871年に現在の形で法人化された。ノーススミスフィールドには、フォレストデール、プリムローズ、ウォータフォード、ブランチビレッジ、ユニオンビレッジ、パークスクエア、スレイターズビルという昔からのビレッジがある。

## 歴史
17世紀のイギリスからの開拓者がノーススミスフィールドに入植して農業社会を開発し、イングランドのロンドンにあるスミスフィールドから町の名前を付けた。当初の町はロードアイランドのスミスフィールド町の一部だったが、1871年にノーススミスフィールドとして法人化された。最初の開拓は1666年5月14日、マサチューセッツ湾の「パンカペイジ」（現在のカントン）のインディアン、ウィリアム・ミニアン（クァシャワナマット）が、ジョン・モウリーとエドワード・インマンに約2,000エーカー (8 km²) の土地を譲渡したときに始まった。この二人は購入した土地をナサニエル・モウリー、ジョン・スティア、トマス・ウォーリングと分け合った。18世紀初期、クエーカー教徒の植民地が現在ノーススミスフィールドとなっている所（当時はスミスフィールドの一部）で発展し、現在のマサチューセッツ州アクスブリッジ南部にまで広がっていた。マサチューセッツとの境よりスミスフィールド側、現在のノーススミスフィールド出身のアメリカ独立戦争の軍人、ジェイムズ・バクストン大尉が、マサチューセッツの民兵隊と大陸軍のベテランとして兵役を終わり、州知事のジョン・ハンコックからウースター郡の土地300エーカー (1.2 km²) を払下げられた。このためにバクストンはロードアイランド州の独立戦争軍人としては歴史から消えている。バクストンはバレーフォージにいたことが知られている。
今日のノーススミスフィールドは、ジョン・H・チェイフィーのブラックストーン川バレー国定歴史遺産回廊に属している。ブラックストーン・バレーはアメリカ合衆国でも最古の工業化地域である。今日のノーススミスフィールドにある製造業の1つ、ベロコ・ヤーンズは、1809年にダニエル・デイが設立した毛織物工場であり、当初のデイ一家が所有し続けている。

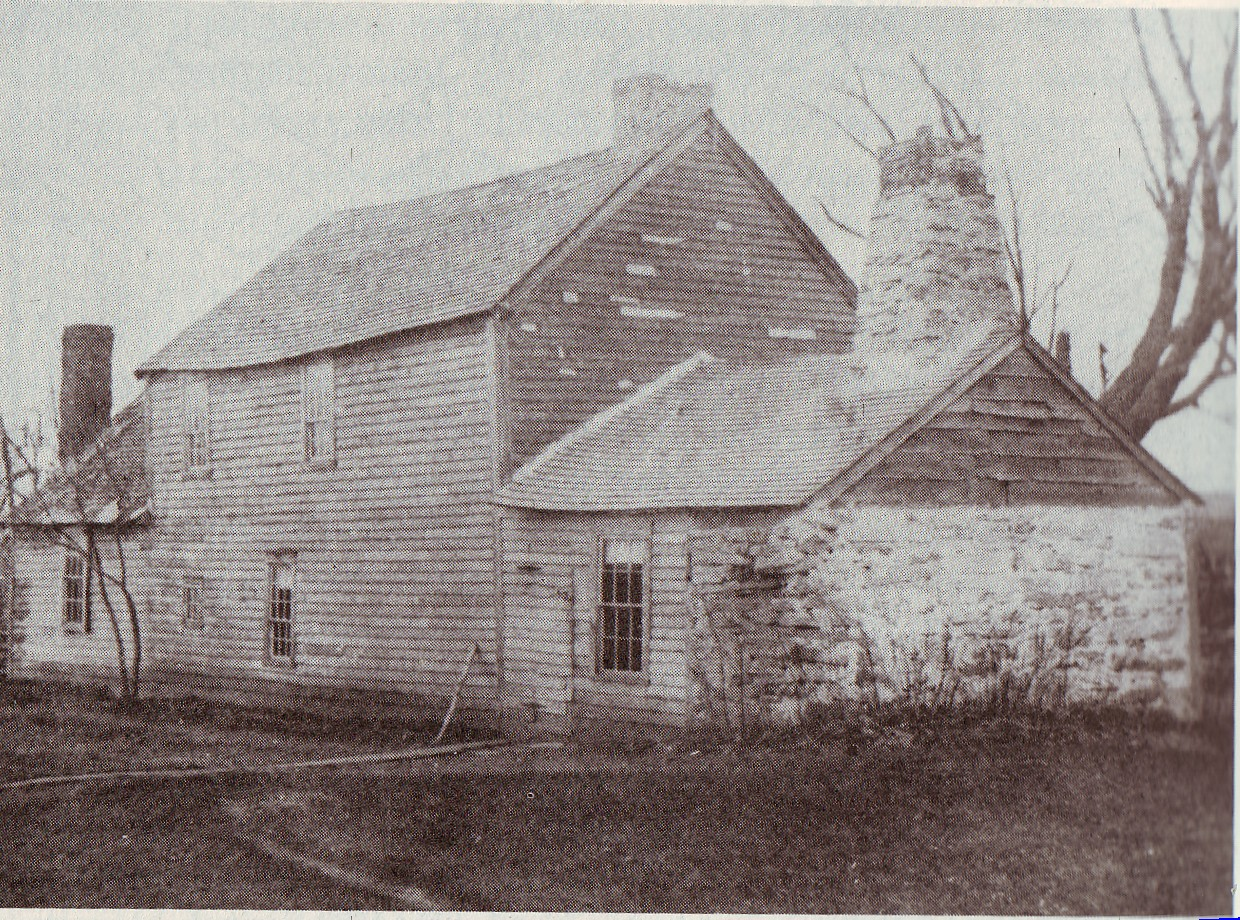
珍しい「ストーンエンダー」家屋。ノーススミスフィールドのアイアンマインヒル道路とセイルズヒル道路に近く、ウェスクァドムセット（セイルズ）ヒルのジョン・モウリー・ジュニア邸あるいはセイルズ邸と呼ばれた。20世紀に解体された

スレイターズビルのビレッジはほとんどサミュエル・スレイターとその弟のジョン・スレイターが1803年から建設したビレッジである。労働者の家や商業ビルなど当初のニューイングランド工業町の姿がよく保存されている。このビレッジは実際にアメリカでは初の計画工業町だった。20世紀への変わり目まで、サミュエルとジョンの一家がこの工場とビレッジを所有していた。
ロードアイランド州道146号線Aに沿ってあるユニオン・ビレッジは、グレート道路沿いの駅馬車ルートで重要な停車場として著名だった。また帽子屋、酒場、学校とユニオン銀行もあり、その銀行からビレッジの名前がついた。
19世紀から20世紀初期、ノーススミスフィールドではトロリーや鉄道の線が幾つか走っていたが、現在では1線を除いて全て無くなっている。プロビデンス・アンド・ウースター鉄道の貨物用支線がウーンソケットの本線から伸びてきて、プロビデンス・パイクのスレイターズビルで終わっている。現在はオニール・スティール, Inc.傘下のスレイターズビルにある会社、デンマン・アンド・デイビスと呼ばれる鉄鋼供給者がその線の唯一の利用者である。

## 地理
アメリカ合衆国国勢調査局に拠れば、市域全面積は24.7平方マイル (64 km2)であり、このうち陸地24.0平方マイル (62 km2)、水域は0.7平方マイル (1.8 km2)で水域率は2.83%である。ノーススミスフィールドはニューイングランドのアップランド（高台）地域に位置している。ブランチ川とブラックストーン川が、町の初期工場の多くに動力を供給した。

## 人口動態

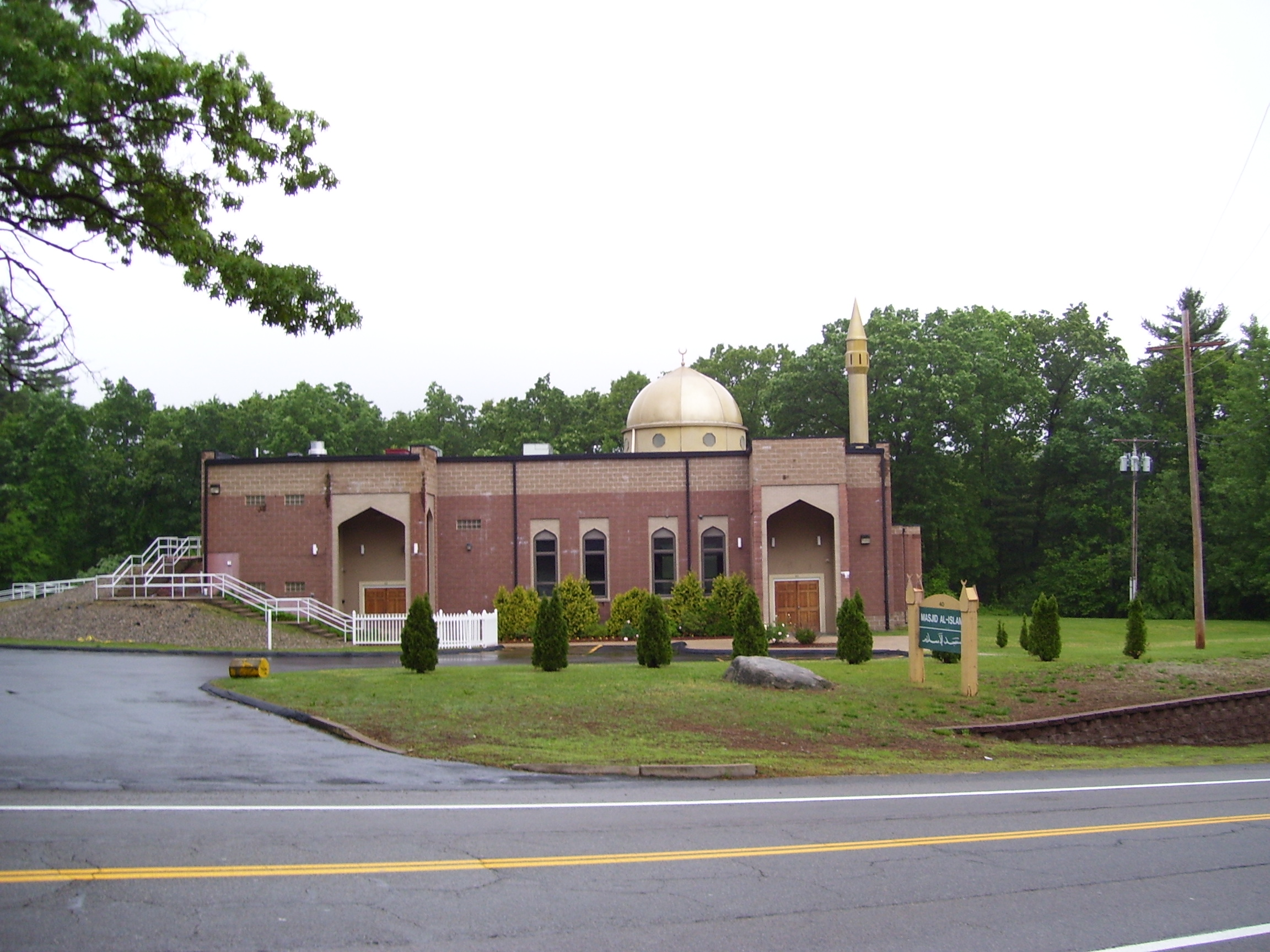
セイルズヒル道路沿いにあるイスラム教のモスク

以下は2000年国勢調査による人口統計データである。
| 基礎データ - 人口: 10,618 人 - 世帯数: 3,954 世帯 - 家族数: 2,957 家族 - 人口密度: 170.5人/km2（441.7 人/mi2） - 住居数: 4,070 軒 - 住居密度: 65.4軒/km2（169.3 軒/mi2） 人種別人口構成 - 白人: 98.32% - アフリカン・アメリカン: 0.42% - ネイティブ・アメリカン: 0.21% - アジア人: 0.52% - その他の人種: 0.08% - 混血: 0.45% - ヒスパニック・ラテン系: 0.47% 先祖による構成 - フランス系またはフランス系カナダ人：41% - アイルランド系：12% - イタリア系：12% - イギリス系：8% 年齢別人口構成 - 18歳未満: 22.4% - 18-24歳: 5.7% - 25-44歳: 27.2% - 45-64歳: 26.8% - 65歳以上: 18.0% - 年齢の中央値: 42歳 - 性比（女性100人あたり男性の人口） - 総人口: 90.4 - 18歳以上: 86.8 | 世帯と家族（対世帯数） - 18歳未満の子供がいる: 31.0% - 結婚・同居している夫婦: 64.0% - 未婚・離婚・死別女性が世帯主: 7.8% - 非家族世帯: 25.2% - 単身世帯: 21.3% - 65歳以上の老人1人暮らし: 12.4% - 平均構成人数 - 世帯: 2.61人 - 家族: 3.05人 収入と家計（2000年データ） - 収入の中央値 - 世帯: 58,602米ドル - 家族: 67,331米ドル - 性別 - 男性: 43,133米ドル - 女性: 30,748米ドル - 人口1人あたり収入: 25,031米ドル - 貧困線以下 - 対人口: 3.5% - 対家族数: 1.9% - 18歳未満: 2.8% - 65歳以上: 9.9% |

## 歴史的な場所

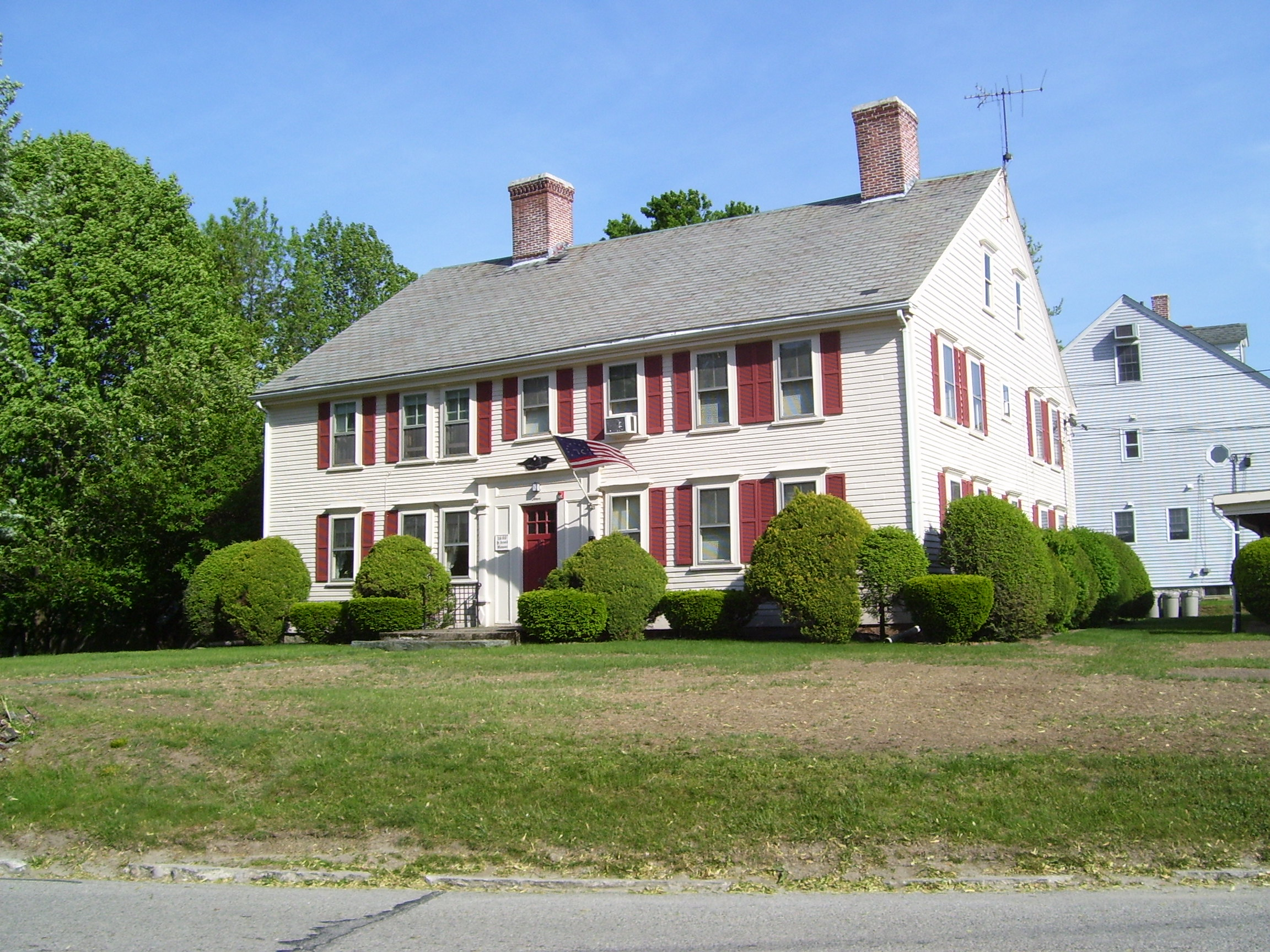
ペレグ・アーノルド酒場、1690年頃建設、ペレグ・アーノルド邸だった

- スレイターズビル、アメリカ初の工業町、1807年にジョン・スレイターとサミュエル・スレイターが設立した
- スミスフィールド・フレンズ集会所、牧師館と墓地、18世紀から19世紀のクエーカー教徒の資産
- ペレグ・アーノルド酒場、1690年頃建設
- ブラックストーン川バレー国定歴史遺産回廊
- フォレストデール工場町歴史地区
- タイラー・モウリー邸、1825年建設
- ウィリアム・モウリー邸、1804年建設
- スミスフィールド道路歴史地区
- スリードッグ遺跡
- トッド農園、1740年建設
- ユニオンビレッジ歴史地区

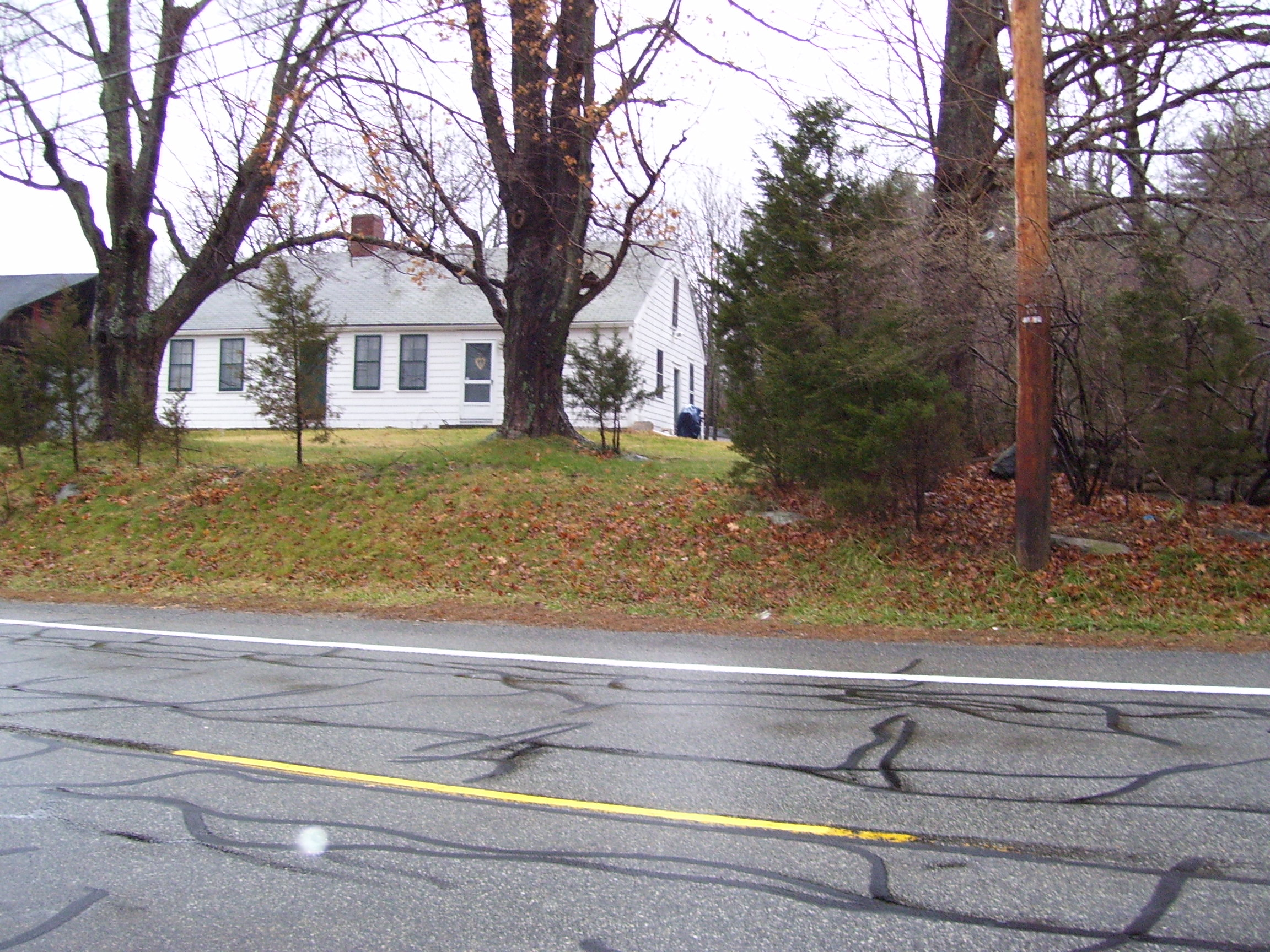
モウリー邸、1690年頃建設、ノーススミスフィールドのプロビデンス・パイク沿い
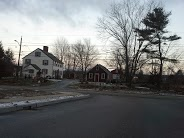
ウィリアム・モウリー農家、19世紀
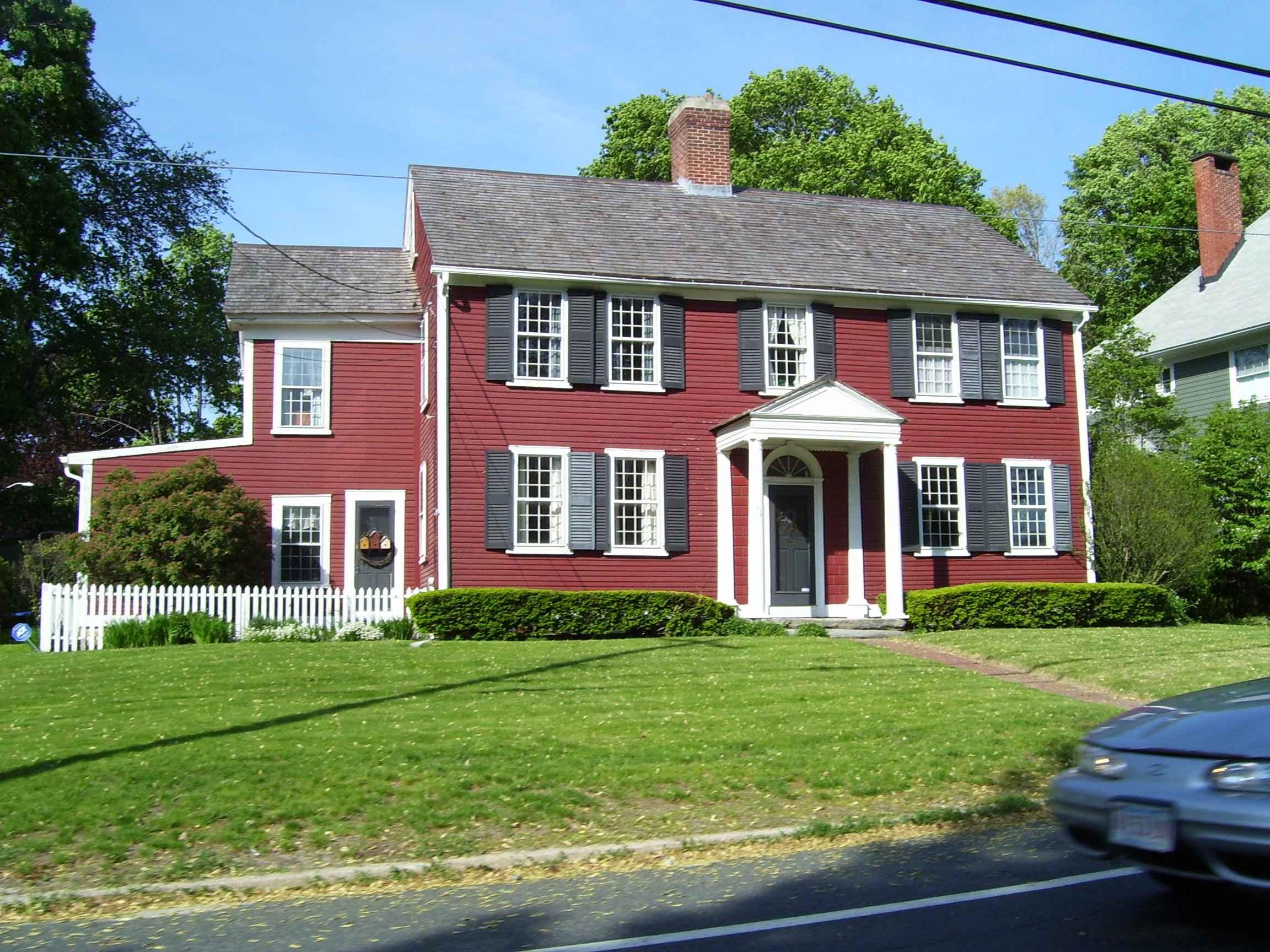
ユニオンビレッジ歴史地区の家屋

## 教育
- ノーススミスフィールド高校、町で唯一の公立高校、ロードアイランド州の公立高校の中で、2019年には第5位にランクされた[13]。
- ノーススミスフィールド小学校、1989年建設、就学前幼児から3年生を教えている。
- ケンドール・ディーン学校、1936年建設、現在は利用されていない。
- ハリー・L・ハリウェル博士学校、1958年建設、3年生から5年生を教えている。
- ノーススミスフィールド中学校、2009年から2010年の教育年に建設、6年生から8年生を教えている。

## 礼拝所
- 灯台クリスチャン教会[14]
- マスジド・アル・イスラム教モスク[15]
- スレイターズビル会衆派教会[16]
- セントジョン・ザ・エバンゲリスト教会[17]